# Вето
За едноименното италианско село вижте Вето (Италия).
Вето (на латински: Veto) е регламентирано право на противопоставяне или отлагане на дадено решение. Понятието се използва за първи път в народното събрание на Древен Рим, за означаване на правото на римски магистрат да се противопостави на разпоредбата или решението на друг магистрат.
- Абсолютно (резолутивно), при което с отказа си да утвърди даден закон държавният глава окончателно го отхвърля
- Отлагателно (суспендивно), когато държавният глава връща на парламента даден закон или част от него за повторно разглеждане.

При отлагателното вето, след обсъждане на президентските мотиви, след подновяване на дискусията върху закона или оспорените части от него и след новото му приемане (независимо от това, дали в първоначалния вариант, дали при частично отчитане на възраженията на президента или при пълно съобразяване с тях) държавният глава вече не може да откаже публикуването.
Чл. 101 от Конституцията на Република България регламентира възможността в конституционноопределения за тази цел 15-дневен срок президентът да върне в парламента мотивирано за повторно обсъждане и гласуване приет закон или част от него. Конституцията решава няколко принципни въпроса на упражняването и разглеждането на президентското вето, свързани с правомощията както на президента, така и на Народното събрание.
- Първата алинея на чл. 101 предвижда срока, в който президентът може да упражни това си правомощие (в рамките на същите 15 дни, в които той осигурява публикуването на приетия от Народното събрание закон в Държавен вестник). Ал. 3 на същия текст „ускорява“ срока за публикуване до 7 дни в случаите, когато парламентът е прегласувал закона в първоначалния му вид.
- Изрично се изисква връщането на закона в Народното събрание за ново обсъждане да бъде мотивирано.
- Още в същата първа алинея се съдържа категоричната разпоредба, че Народното събрание не може да откаже повторното обсъждане.
- Алинея втора на чл. 101 изисква абсолютно мнозинство (повече от половината от всички народни представители) за повторното приемане на оспорения закон.

Според Конституцията на България президентът има правомощия за налагане на т.нар. отлагателно вето върху законодателната дейност на Народното събрание (правото да върне на Народното събрание приет закон за ново обсъждане).
В Съвета за сигурност на ООН постоянните членове (Великобритания, Китай, Русия, САЩ и Франция) имат „право на вето“ – ако някоя от тях не се съгласи и откаже да подпише проекторешение на Съвета, то не се приема.